# Leili Pärnpuu
Leili Pärnpuu (Haapsalu, 30 januari 1950 - 5 februari 2022) was een schaakster uit Estland. In 1990 werd ze Internationaal Meester bij de vrouwen (WIM). Vijf keer won ze het vrouwenkampioenschap van Estland.  

## Schaakcarrière
Op het nationale schaakkampioenschap van Estland behaalde Leili Pärnpuu vijf keer een gouden medaille (1975, 1979, 1980, 1986, 1990), tien keer een zilveren (1976, 1977, 1984, 1991, 1993, 1994, 1995, 2002, 2004, 2009) en zes keer een bronzen (1978, 1988, 1996, 2000, 2001, 2008).
Drie keer nam ze met het team van Estland deel aan het Sovjet-kampioenschap voor teams (1981, 1983, 1985).
Leili Pärnpuu speelde voor Estland in de volgende Schaakolympiades:
- in 1994, aan bord 3 in de 31e Schaakolympiade in Moskou (+1 =6 –2)
- in 1996, aan bord 3 in de 32e Schaakolympiade in Jerevan (+5 =3 –3)
- in 1998, aan het 1e reservebord in de 33e Schaakolympiade in Elista (+2 =3 –1)
- in 2000, aan bord 3 in de 34e Schaakolympiade in Istanboel (+2 =7 –2)
- in 2002, aan bord 2 in de 35e Schaakolympiade in Bled (+6 =7 –0) - individuele zilveren medaille, 9.5 pt. uit 13
- in 2004, aan bord 2 in de 36e Schaakolympiade in Calvià (+5 =5 –3)
- in 2006, aan het 1e reservebord in de 37e Schaakolympiade in Turijn (+2 =3 –2)
- in 2008, aan bord 4 in de 38e Schaakolympiade in Dresden (+1 =2 –3)
- in 2010, aan bord 3 in de 39e Schaakolympiade in Khanty-Mansiysk (+3 =3 –2)

## Persoonlijk leven
Van beroep was Leili Pärnpuu een econoom. In de jaren 90 werkte ze bij de Police and Border Guard Board van Estland.

## Externe koppelingen
- (en)   Informatie over schaakpartijen van Leili Pärnpuu op ChessGames.com
- (en)   Informatie over schaakpartijen van Leili Pärnpuu op 365chess.com
- (en)  FIDE-ratinggegevens voor Leili Pärnpuu